# Савиново (Новосибирская область)
Савиново — исчезнувшая деревня в Болотнинском районе Новосибирской области. На момент упразднения входила в состав Егоровского сельсовета. Исключена из учётных данных в 1988 году.

## География
Располагалась на левом берегу реки Лебяжья в месте впадения в нее ручья Северная, в 3 км к западу от деревни Мануйлово.

## История
Деревня Савинова была основана в 1776 г. В 1926 году состояла из 110 хозяйств. В административном отношении входила в состав Мануйловского сельсовета Болотнинского района Томского округа Сибирского края.
С 1970 года в Егоровском сельсовете. Решением Новосибирского облисполкома от 06.05.1988 г. № 236 деревня исключена из учётных данных.

## Население
По переписи 1926 г. в деревне проживало 547 человек (268 мужчин и 279 женщин), основное население — русские.